# Sebastian Lubomirski (zm. 1558)
Sebastian Lubomirski herbu Szreniawa bez Krzyża, (ur. w XVI w., zm. 18 kwietnia 1558) – urzędnik dworski i ziemski w I Rzeczypospolitej.

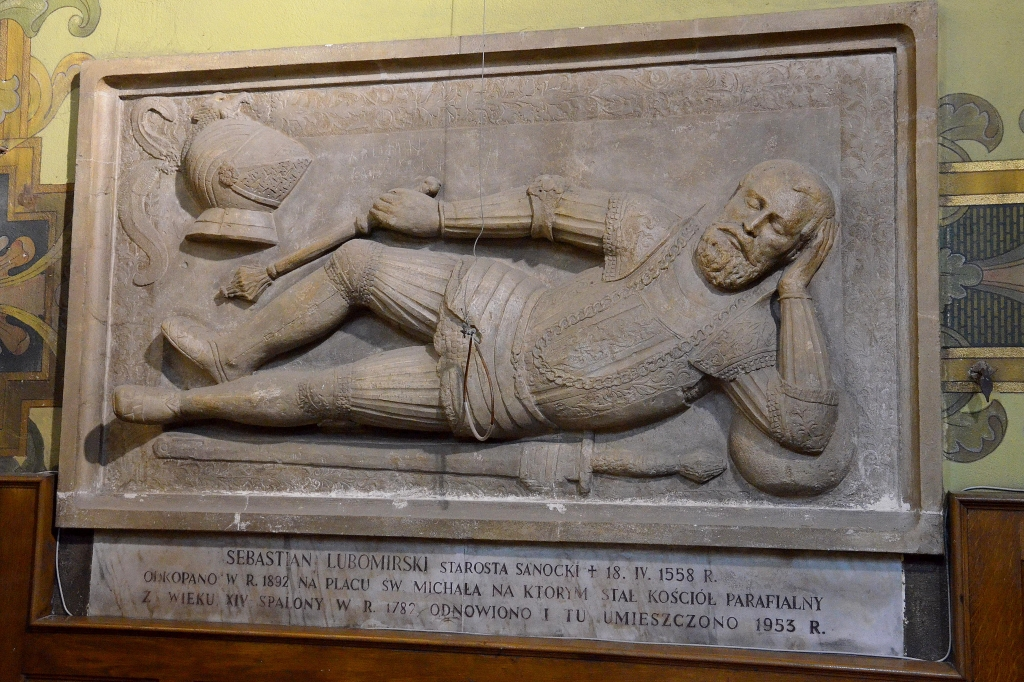
Epitafium starosty sanockiego Sebastiana Lubomirskiego z kościoła pw. Michała Archanioła (1558) przeniesiona następnie do kościoła Przemienienia Pańskiego w Sanoku

Był synem Feliksa Lubomirskiego (zm. w 1533 w Sławkowicach), właściciel dóbr Sławkowice i Zabłocie, oraz Beaty Jaweckiej Czerny (córka Mikołaja Czernego). Jego braćmi byli: Stanisław Stanisław Lubomirski (zm. 1585, dziedzic dóbr ojcowskich) ks. Jakub Lubomirski (zm. 1553, zarządca klasztoru klarysek w Starym Sączu), Piotr Lubomirski (zm. po 1560, proboszcz w Żabnie) i Wawrzyniec Lubomirski (zm. po 1547, dworzanin królewski).
W 1526 był pierwszy raz wzmiankowany, sprawując wówczas urząd notariusza publicznego oficjała krakowskiego Jakuba Erciszewskiego. Przed 1539 objął funkcję dworzanina królewskiego. Od 1550 do 1558 był podstolim koronnym, w 1551 stolnikiem nadwornym koronnym, od 1553 do 1558 starostą grodowym sanockim, od 1557 do 1558 stolnikiem krakowskim.
W 1550 otrzymał 100 grzywien z Żup Wielickich. Przejął po Pawle Mruku majątki Sieciechowice oraz części w miejscowościach Niedomice i Glew. W 1557 założył prywatną miejscowość Przyłęk. Jako starosta wręczał m.in. dokumenty lokacyjne na terenie sanockim, jak np. dla wsi Przełęki (obecnie Prełuki) z dnia 23 stycznia 1557 r., Maniowa z 1554.
Majątek po zmarłym w 1558 Sebastianie Lubomirskim odziedziczył bratanek, który też miał tak samo, jak i jego stryj na imię: Sebastian Lubomirski (ur. ok. 1546 – zm. 1613), kasztelan wojnicki (od 1603 r.), starosta sandomierski, który dzięki spadkowi mógł studiować na Uniwersytecie w Lipsku (1559 – 1560).
Renesansowa płyta nagrobna z płaskorzeźbą rycerską starosty sanockiego Sebastiana Lubomirskiego z 1558 roku pierwotnie była umieszczona w nieistniejącym już kościele św. Michała Archanioła w Sanoku. Po przeniesieniu znajduje się prawej nawie kościoła Przemienienia Pańskiego w Sanoku.